# Golpe de Estado de 3 de novembro de 1975 em Bangladesh
O golpe de Estado de 3 de novembro de 1975 em Bangladesh foi um golpe de estado militar liderado pelo Major General Khaled Mosharraf para remover os assassinos do xeique Mujibur Rahman do poder.

## Contexto
O Presidente de Bangladesh, xeique Mujibur Rahman, foi assassinado no golpe de Estado de 15 de agosto de 1975 em Bangladesh por oficiais descontentes do Exército de Bangladesh liderados pelo Major Syed Faruque Rahman. Xeique Mujibur Rahman liderou Bangladesh durante a Guerra de Libertação de Bangladesh em 1971. Ele foi o presidente fundador de Bangladesh e líder do governo Mujibnagar (o governo de Bangladesh no exílio). Após a fome em Bangladesh em 1974, ele formou uma força especial de segurança, Rakhi Bahini, e criou um estado de partido único, BAKSAL. As medidas tomadas pelo xeique Mujibur Rahman não foram populares em Bangladesh. Khondaker Mostaq Ahmad era o Ministro do Comércio no gabinete do xeique Mujibur Rahman. Após o assassinato do xeque Mujibur Rahman, ele, com o apoio dos oficiais do exército envolvidos no golpe, declarou-se presidente de Bangladesh.
O general de brigada Khaled Mosharraf era um oficial bengali do exército do Paquistão. Ele se juntou ao Mukti Bahini após o início da Guerra de Libertação de Bangladesh. Ele era um comandante de setor. Ele foi nomeado pelo governo de Mujibnagar para liderar o Setor 2 do Mukti Bahini. Ele sobreviveu a um ferimento a bala na cabeça durante a guerra e recebeu tratamento em Lucknow, Índia. Depois que Bangladesh se tornou um país independente, ele foi premiado com Bir Uttam pelo governo de Bangladesh por seu papel na guerra. Em 1975, ele estava servindo como Chefe do Estado-Maior do Exército de Bangladesh.

## Eventos
Após o assassinato do xeique Mujibur Rahman, os assassinos estabeleceram seu governo com base em Bangabhaban (o Palácio Presidencial) sob Khondaker Mostaq Ahmad. Em 3 de novembro de 1975, o brigadeiro-general Khaled Mosharraf lançou um golpe para remover os assassinos do poder e Khondaker Mostaq Ahmad da presidência. Khaled Mosharraf estava sendo apoiado pelo Coronel Shafaat Jamil, o comandante da brigada da 46ª Brigada de Infantaria Independente baseada em Daca. Eles estavam preocupados com a disciplina do Exército, com oficiais juniores amotinados dando ordens do palácio presidencial. Khaled Mosharraf e o chefe do exército, Ziaur Rahman, discordaram sobre quando remover os rebeldes do poder. Khaled queria que isso fosse feito o mais rápido possível, enquanto Zia queria esperar até que as armaduras pesadas fossem removidas do Palácio Presidencial. Ele usou helicópteros da Força Aérea de Bangladesh para assustar os rebeldes presos no Palácio Presidencial.
Como parecia que um confronto militar era iminente, Muhammad Ghulam Tawab, o chefe da Força Aérea, conseguiu convencer os rebeldes a negociar sua saída do poder e do palácio presidencial. Muhammad Ghulam Tawab foi nomeado para o cargo pelos rebeldes após o assassinato do xeique Mujibur Rahman. Os rebeldes concordaram com as condições de passagem segura para a Tailândia. Em 3 de novembro de 1975, antes de os rebeldes irem para o exílio, eles mataram na prisão quatro líderes da Liga Awami de Bangladesh. Os quatro líderes foram Syed Nazrul Islam, ex-vice-presidente e presidente interino de Bangladesh, Tajuddin Ahmad, ex-primeiro-ministro de Bangladesh, Muhammad Mansur Ali, ex-primeiro-ministro de Bangladesh, e Abul Hasnat Muhammad Qamaruzzaman, ex-ministro do Interior de Bangladesh. Khaled Mosharraf ordenou a prisão de KM Obaidur Rahman, Nurul Islam Manzur, Shah Moazzam Hossain e Taheruddin Thakur, eles eram políticos da Liga Awami de Bangladesh que se aliaram a Khondaker Mostaq Ahmad. Em 4 de novembro de 1975, Khaled foi promovido a major-general e nomeado Chefe do Estado-Maior do Exército. Ziaur Rahman foi aposentado do serviço e colocado em prisão domiciliária no Acantonamento de Daca. O juiz Abu Sadat Mohammad Sayem, chefe da Justiça de Bangladesh, foi nomeado presidente e substituiu Khondaker Mostaq Ahmad.
O general Khaled Mosharraf foi morto no golpe de Estado de 7 de novembro de 1975 em Bangladesh liderado pelo coronel Abu Taher com o apoio de Jatiya Samajtantrik Dal. O coronel Najmul Huda e o tenente-coronel Abu Taher Mohammad Haider também foram mortos no golpe. Os oficiais estavam visitando o 10º Regimento de Bengala Oriental quando foram mortos pelos soldados do regimento. O Golpe também libertou e reintegrou o General Ziaur Rahman.

## Legado
Em Bangladesh, o dia 3 de novembro é lembrado como o dia da morte na prisão devido à morte dos quatro líderes na Cadeia Central de Daca.